# مجموعه تپه‌های قبطرقلو
مجموعه تپه‌های قبطرقلو مربوط به سده‌های اولیه دوران‌های تاریخی پس از اسلام است و در شهرستان زرقان، پشت شازده قاسم،نزدیک شرکت رب گوجه ایو، روستای قبطرقلو، کیلومتری ۴ جاده انحرافی از جاده زرقان بطرف بند امیر واقع شده و این اثر در تاریخ ۳۰ بهمن ۱۳۸۶ با شمارهٔ ثبت ۲۰۹۹۵ به‌عنوان یکی از آثار ملی ایران به ثبت رسیده است.